# Bruno Ceccobelli
Bruno Ceccobelli (né à  Monte Castello di Vibio le 2 septembre 1952) est un peintre et sculpteur italien. Il réside et travaille  à Todi, en Italie. Ceccobelli est l'un des six artistes de la Nuova Scuola Romana ou Scuola di San Lorenzo, un mouvement artistique issu des mouvements Arte povera et Transavanguardia de la fin du XXe siècle.

## Biographie
Bruno Ceccobelli . se diplôme à l’Académie des Beaux-Arts de Rome. En 1971, il participe  à une exposition collective à la mairie d'Albach, en Autriche, et, six ans plus tard, il réalise sa première exposition personnelle à la Alternative Space Gallery de Rome.
Au début des années 1980, il s' installe dans l'ancien Pastificio Cerere, un espace industriel abandonné situé dans le quartier de San Lorenzo à Rome. Le groupe, connu sous le nom de Nuova Scuola Romana ou Scuola di San Lorenzo comprend Piero Pizzi Cannella, Marco Tirelli, Giuseppe Gallo, Gianni Dessì, Nunzio Di Stefano et Domenico Bianchi. Le critique d'art italien Achille Bonito Oliva écrit que ces artistes étaient « tous porteurs d'une poétique individuelle et tous courants vers une mentalité esthétique commune et une vision morale de l'art ».
Au cours des années suivantes, il participe à des expositions : en 1979, au Festival de la culture italienne à Belgrade et, par la suite, des expositions collectives en France, en Allemagne et en Croatie. Chez Yvon Lambert à Paris il expose Morphée.

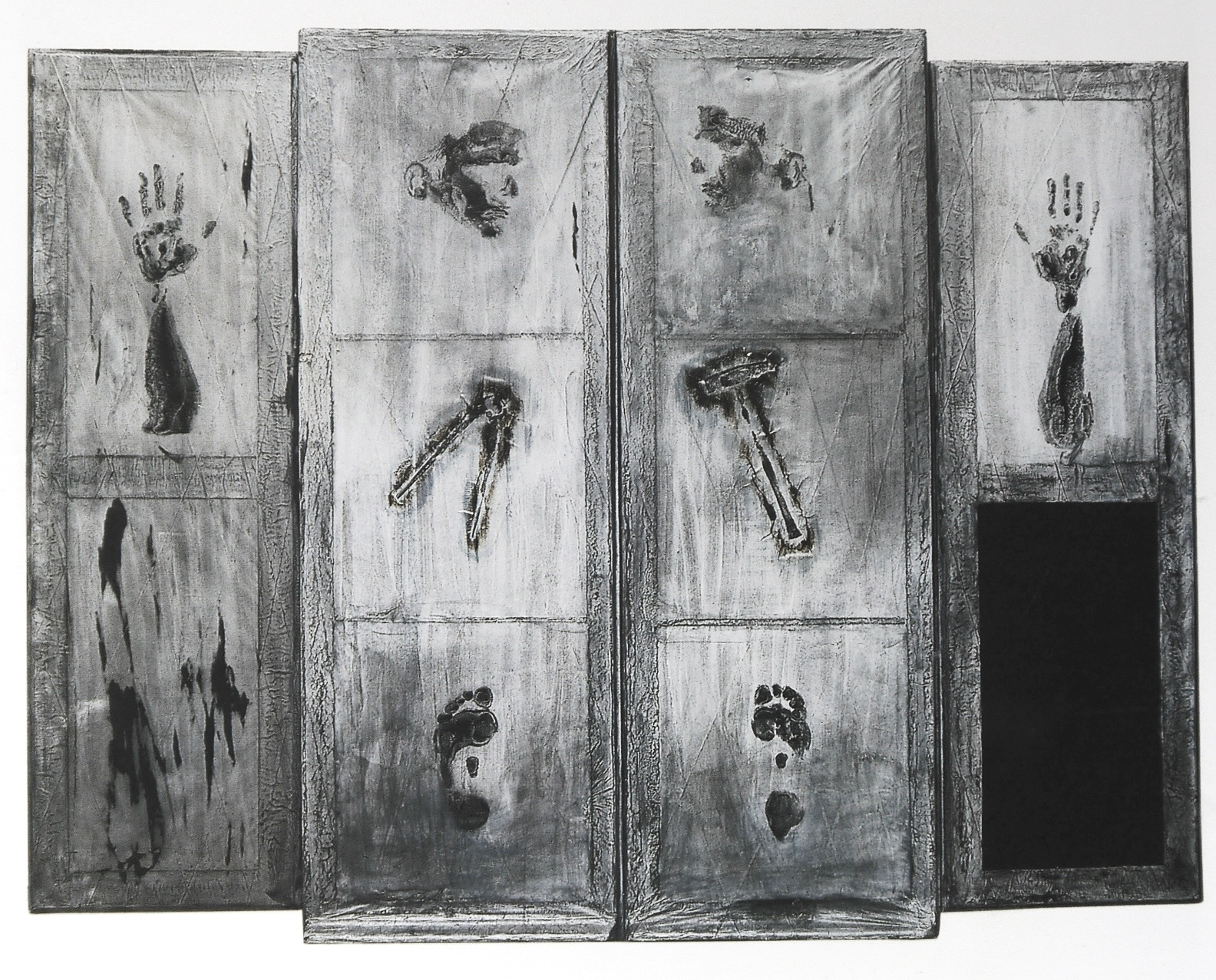
Artista Re (1987), papier sur bois, graphite et cire,.

Les années 1990 commencent par des expositions en Allemagne, en Autriche, au Canada et en Italie. En 1994, il est invité à donner un stage à l'Ecole Nationale des Beaux-Arts du Sénégal.

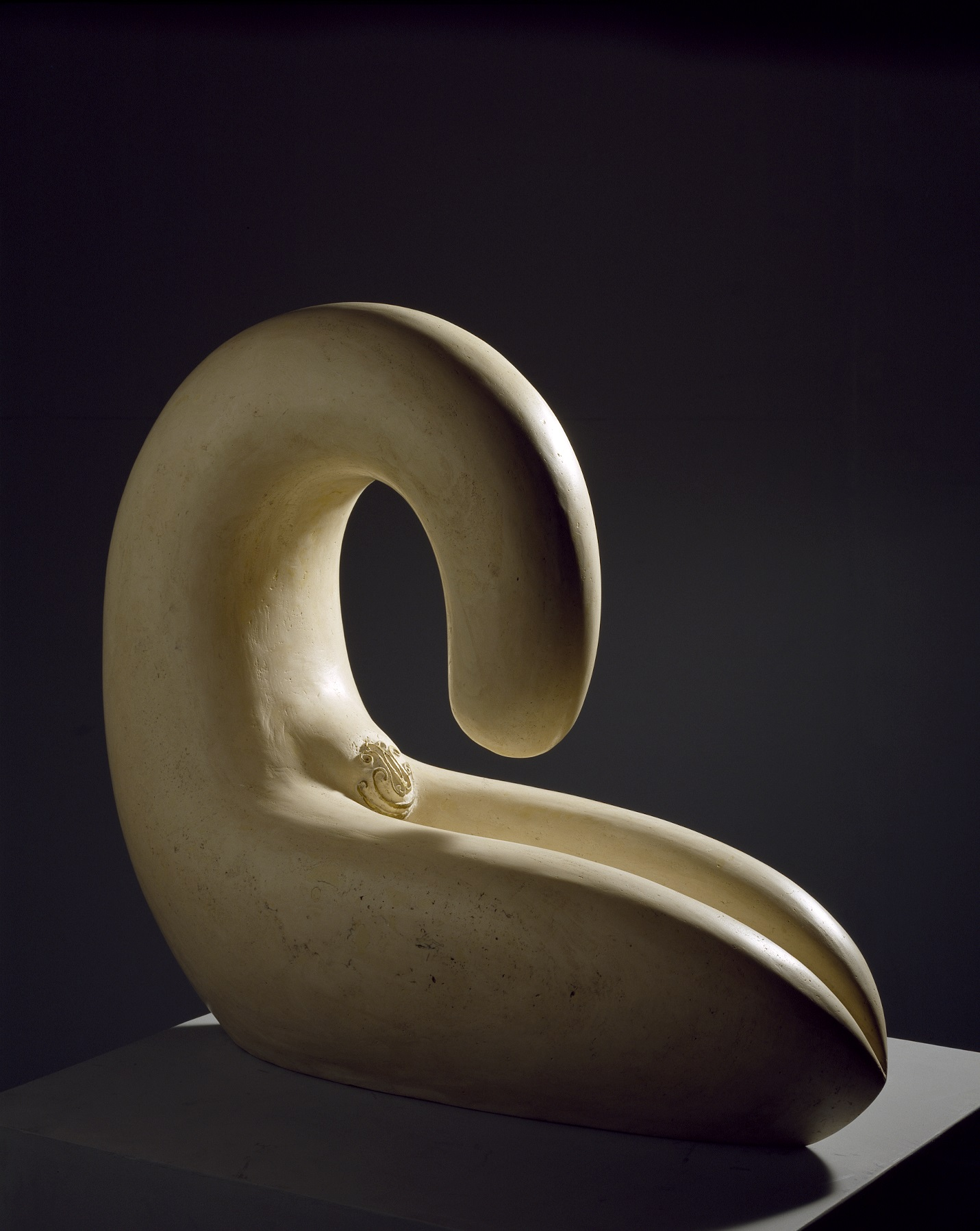
Léda (2000), travertin.

En 2005, il est nommé pour un an directeur de l'Académie des beaux-arts « Pietro Vannucci » de Pérouse, Italie.
En 2009, le Musée d'art contemporain (MaRT) de Rovereto a présenté la première exposition rétrospective consacrée à l'Officina San Lorenzo, qui a retracé l'histoire de ce groupe. Le catalogue de l'exposition a été publié par Silvana Editorale et édité par Daniela Lancioni.

## Ouvrages
- L'arte del possibile reale, éd. par L. Marucci, Stamperia dell'Arancio, Grottammare-Ascoli Piceno 1994;
- Couleur Bellezza, éd. par N. Micieli, Il Grandevetro-Jaca Book, Pise 2002;
- Tempo senza tempo della pittura, De Luca Editori d'Arte, Roma 2005;
- Gratiaplena. Économia della grazia , éd. par M. Bastianelli, Effe Fabrizio Fabbri Editore, Pérouse 2008, 2011.

## Musées et collections privées
- Le Musée d'Art Moderne (MOMA) - New York[10]
- Musée Moderner Kunst Stiftung Ludwig (mumok) - Vienne[11]
- Museo d'Arte Contemporanea di Roma (MACRO) - Rome[12]
- Musée des beaux-arts, Boston - Boston[13]
- Palais della Farnesina - Collezione Farnesina Experimenta - Rome[14]
- Musée de Portofino - Portofino[15]
- Musée de la splendeur[16]
- Collezione Maramotti - Reggio d'Émilie[17]
- Fabrique Borroni[18]
- Merano Arte dans la Haus der Sparkasse[19]
- Collezione Banca Intesa San Paolo[20]
- Maon - Museo dell'Arte dell'Otto e del Novecento[21]
- Banca di Credito Cooperativo di Calcio e Covo[22]